# 逢魔時

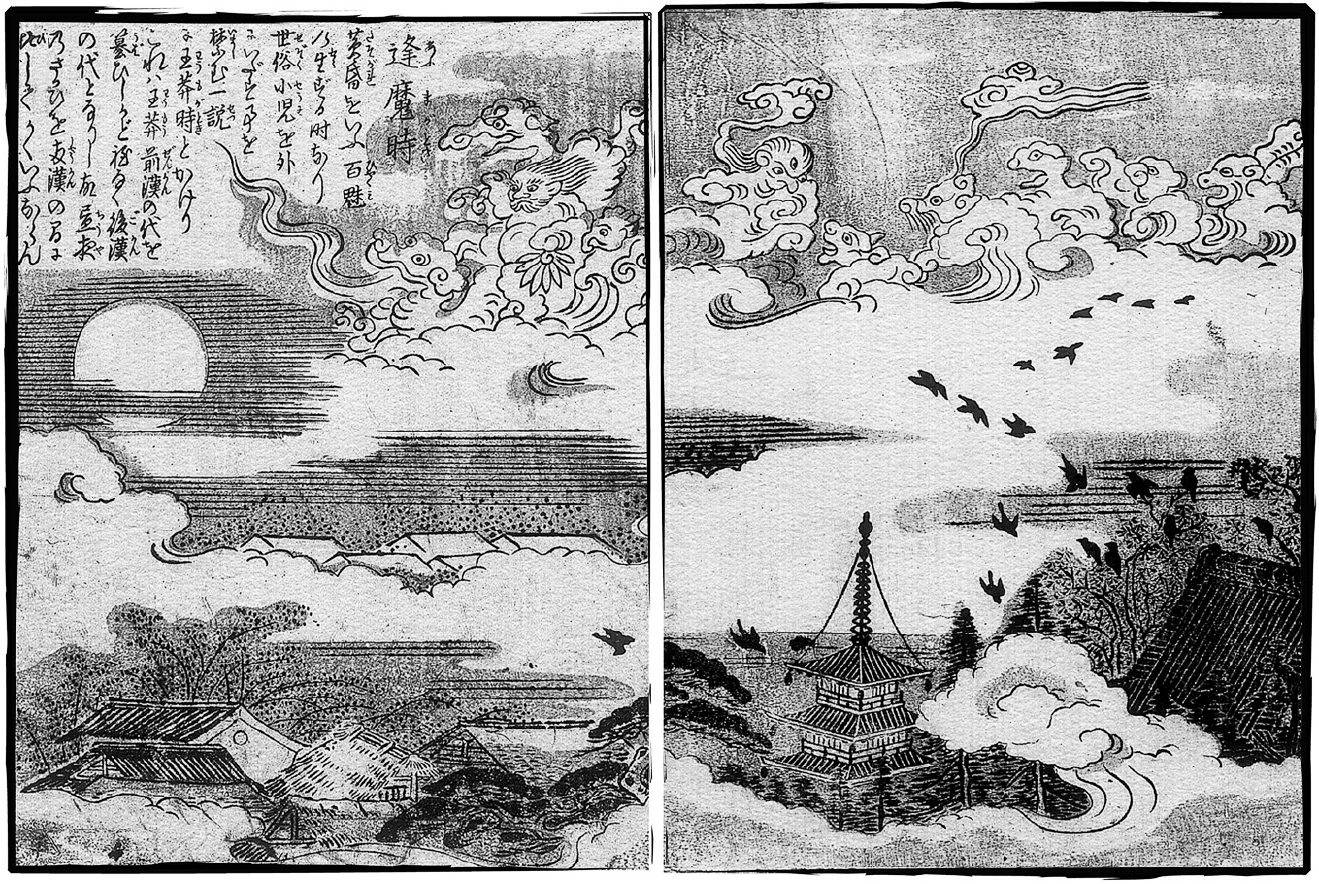
鳥山石燕『今昔画図続百鬼』より「逢魔時」

逢魔時（おうまがとき）、大禍時（おおまがとき）は、夕方の薄暗くなる、昼と夜の移り変わる時刻。黄昏どき。魔物に遭遇する、あるいは大きな災禍を蒙ると信じられたことから、このように表記される。

## 時刻
逢う魔が時（おうまがとき）や逢う魔時（おうまどき）とも表記される。黄昏時（たそがれどき）のことであり、古くは「暮れ六つ」や「酉の刻」とも称され、現在の18時頃のことを指す。黄昏時は黄が太陽を表し、昏が暗いを意味する言葉であるが、「おうこん」や「きこん」とは読まないのは、誰彼（「誰そ、彼」の意）時とも表記し、「そこにいる彼は誰だろう。よく分からない」といった薄暗い夕暮れの事象をそのまま言葉にしたものであるのと、漢字本来の夕暮れを表す文字を合わせたものだからである。

## 意味
読んで字の如く、逢魔時は「何やら妖怪、幽霊など怪しいものに出会いそうな時間」、大禍時は「著しく不吉な時間」を表していて、昼間の妖怪が出難い時間から、いよいよ彼らの本領発揮といった時間となることを表すとする。逢魔時の風情を描いたものとして、鳥山石燕の『今昔画図続百鬼』があり、夕暮れ時に実体化しようとしている魑魅魍魎を表している。
昔から他界と現実を繋ぐ時間の境目と伝えられている。この時刻に魔物や妖怪がうごめき始めて災いが起きると伝えられていた。
柳田国男も、「オオマガドキ」に触れて、タソガレドキもまた「誰ぞ彼」の意味だが、単に言葉の戯れではなく「元は化け物に対する警戒の意を含んでいたように思う」としている。

## 地方での表現
柳田国男によればオオマガドキと同義語にガマガドキがあるが、これは岐阜県飛騨地方の方言である。柳田はそのほか「黄昏」を意味する地方語をいくつか挙げるが、それらは人の顔がはっきり見えない時分から由来する語と説明があるだけで、魔に逢うことには触れていないただ、「東方地方で黄昏をオモアンドキというのも、やはりアマノジャクが出てあるく時刻だというから〈思わぬ時〉の義であったらしく考えられる」と付け加えている。